# Pavón (1861)
El Pavón fue un buque de vapor de la Armada Argentina que participó de la Guerra del Paraguay.

## Historia
El vapor a ruedas Montevideo, mercante construido en Inglaterra y destinado a la carrera del Río de la Plata desde 1856, propiedad de Ricardo Williams, fue embargado el 23 de septiembre de 1861 por el Estado de Buenos Aires para una misión operativa puntual. Finalizada exitosamente la comisión, el coronel de marina José Murature recomendó su adquisición por ser "muy veloz y competente para comisiones que piden urgencia", aunque reconocía que tenía "poca capacidad de bodega y de remolque".
Adquirido por el estado rebelde en 4000 onzas de oro sellado fue puesto al mando del sargento mayor de marina Juan Lamberti. Veinte días después de la victoria porteña en la batalla de Pavón, recibió el nombre de ese combate que definiría el conflicto.
Con casco de hierro dulce, obra muerta de madera y 2 palos, tenía una eslora de 55,80 m, 6,87 m de manga, 2.80 de puntal, un calado medio de 1,40 m y 230 t de desplazamiento. Era impulsado por una máquina de vapor oscilante de 2 cilindros alimentada por 2 calderas cilíndricas que le daban una potencia de 180 HP y le permitían mantener una velocidad de crucero de 7 nudos y alcanzar una máxima de 12 nudos.
La terminación del conflicto hizo que pasara ese mismo año a medio desarme en la Boca del Riachuelo al mando de Juan Lamberti. Por razones presupuestarias fue arrendado a particulares para el tráfico de cabotaje hasta que en noviembre de 1864 fue enviado al río Uruguay al mando sucesivo del capitán Lino Adolfo Neves y del teniente Tomás Rebollo ante la situación de guerra civil y la intervención militar brasileña, asistiendo pasivamente al bombardeo de Paysandú.
Iniciada la Guerra del Paraguay, en mayo de 1865, con dos mercantes a remolque, transportó al teatro de operaciones 740 hombres de infantería y 120 artilleros de la división que al mando del general Wenceslao Paunero habían sido despachadas para recuperar la ciudad de Corrientes. El Pavón apoyó el desembarco y la reconquista de la ciudad regresando entonces a Buenos Aires. Durante los siguientes meses efectuó nuevos viajes transportando nuevos contingentes y de regreso de uno de sus viajes condujo los primeros 170 prisioneros paraguayos. 
En agosto asumió el mando el teniente Tomás Rebollo y continuó transportando tropas y pertrechos al frente y trasladando heridos. En 1866 participó del cruce de los efectivos del Ejército Argentino en Paso de la Patria y le cupo la responsabilidad de trasladar a Corrientes a heridos en la jornada de Curupaytí.
Entre noviembre de 1866 y marzo de 1867 efectuó cinco viajes entre Buenos Aires y el río Paraguay y desde ese mes permaneció en la zona de operaciones dando apoyo logístico al ejército aliado hasta enero de 1868 cuando al mando de Martín Guerrico trasladó al general Bartolomé Mitre a Buenos Aires, regresando al frente en marzo nuevamente al mando de Plácido Goldriz, siendo luego destinado a tareas de relevamiento cartográfico de la península de Humaitá.
En julio fue destinado a trasladar las tropas del general Emilio Mitre para sofocar la resistencia encabezada por el general Nicanor Cáceres al gobierno revolucionario de Corrientes y a fines de ese mes se encontraba de regreso en el frente, efectuando siete viajes transportando pertrechos y tropas desde Curupaytí al área de Humaitá para el asalto de esa plaza. 
Entre octubre y diciembre actuó como buque hospital para los oficiales heridos y los numerosos enfermos de cólera.
En enero de 1869 pasó a reparaciones en río Luján regresando a sus tareas en mayo, efectuando siete nuevos viajes redondos al frente hasta el mes de agosto. Al estallar la "Revolución de las lanzas" dirigida por Timoteo Aparicio en Uruguay, permaneció hasta diciembre en aguas del río Uruguay en salvaguarda de los intereses argentinos en la zona de conflicto.
Pasó al Tigre (Buenos Aires) para efectuar reparaciones y modificaciones en su armamento, montándose un cañón Krupp de 75 mm en coliza a proa, tras lo que el 19 de enero de 1870 zarpó de Buenos Aires escoltado por la cañonera española Ceres, la francesa Tactique, la británica HMS Cracker, la estadounidense Wasp y el aviso italiano Etna transportando a Domingo Faustino Sarmiento para reunirse con Justo José de Urquiza y a la misión que firmaría la paz con el Paraguay. De regreso de su misión participó con los buques citados de una revista naval en el Río de la Plata.
Al producirse el asesinato de Urquiza y el consiguiente levantamiento jordanista en la provincia de Entre Ríos fue enviada al mando de Martín Guerrico a Gualeguaychú transportando al Regimiento N° 6 de Infantería de Línea y luego a Paraná, ocupada por los revolucionarios. Allí amenazó con bombardear la ciudad consiguiendo que las tropas de Ricardo López Jordán la evacuaran. 
Permaneció operativa en el área de operaciones bajo el mando del capitán Constantino Jorge hasta mediados de 1872, cuando al mando del capitán Juan F. Ballesteros pasó a situación de desarme en el Riachuelo para reparaciones, situación que mantuvo hasta marzo de 1873, mes en que fue designado estacionario en el Río de la Plata al mando del capitán Carlos Righini y del teniente Luis E. Johnson (accidental) para servir como buque hospital con motivo de la epidemia de fiebre amarilla en Buenos Aires. 
Por iniciativa del presidente Sarmiento, ese mismo año viajó a Corrientes para transportar a Buenos Aires brotes de palmeras para ser plantadas en el Parque 3 de Febrero de Palermo (Buenos Aires).
Durante la revolución de 1874, al mando de Lázaro Iturrieta, permaneció leal al gobierno y participó de la persecución de la cañonera rebelde Paraná así como de la captura de un pailebot con pertrechos destinados a los rebeldes. 
En el mes de octubre tuvo una colisión con la cañonera Uruguay en el Río de la Plata, por lo que debió pasar al Tigre para ser reparada, modificándose su artillería al montarse 2 cañones Krupp de 75 mm. y 2 cañones de hierro de avancarga de a 8", todos en coliza.
En 1875 fue destacado como buque insignia de la escuadrilla del Río Uruguay comandada por Bartolomé Cordero, actuando en la represión del contrabando de guerra con el Uruguay y resguardando los intereses de su nación ante los sucesos que desembocarían en la llamada Revolución Tricolor.
Entre mayo y diciembre de 1875 permaneció estacionario en Asunción del Paraguay pasando luego a Tigre para reparaciones menores. A fines de enero de 1876 regresó a Asunción y hasta abril efectuó numerosos viajes entre la capital del Paraguay y la ciudad de Corrientes para enlazar aquella ciudad con la red telegráfica argentina.
El 15 de mayo de 1876 repatrió al Regimiento 11 de Infantería de Línea pasando luego a Corrientes en el mes de agosto para ponerse a las órdenes del gobernador del Territorio Nacional del Chaco Austral Napoleón Uriburu. 
En septiembre fue designado para tomar posesión formal de la Isla del Cerrito y en octubre regresó a Buenos Aires con el gobernador del Chaco, llevando hasta la ciudad de Campana al general Julio Argentino Roca. Tras un viaje en noviembre a Concepción del Uruguay, en diciembre pasó a desarme parcial en río Luján. 
En 1877 una nueva epidemia hizo que fuera movilizado como lazareto y buque de cuarentena estacionario en el Río de la Plata, pero al finalizar el año pasó a situación de desarme total. 
El 18 de febrero de 1879 fue vendido a Ruiz&Cía en $f 12000 para ser afectado a la carrera entre Buenos Aires y Rosario (Argentina), pero la operación fue anulada.
El 29 de abril de 1880 fue vendido en público remate a la firma Emilio Piaggio por la suma de $f 4800. Convertido en pailebot fluvial de cabotaje, con el nombre de Esther navegó en aguas del Plata hasta 1883, cuando naufragó frente a la Usina de Gas de la ciudad de Buenos Aires durante un temporal.